# Fontaine devant l'immeuble
La « fontaine devant l'immeuble » est un édifice situé 38 rue Poincaré, dans la commune française de Saint-Avold, en Moselle et qui est inscrit aux monuments historiques.

## Historique
La « fontaine devant l'immeuble » est inscrite par arrêté du 10 juin 1937 au titre des monuments historiques.